# Nossa Senhora da Misericórdia e Santo Adriano na Villa Albani (diaconia)
Nossa Senhora da Misericórdia e Santo Adriano na Villa Albani (em latim, S. Mariae de Mercede et S. Adriani ad locum vulgo “Villa Albani”) é uma diaconia instituída em 7 de junho de 1967 pelo Papa Paulo VI, por meio da constituição apostólica Hac nostra aetate.
A igreja titular deste título é Santa Maria della Mercede e Sant'Adriano, no quartiere Salario.

## Titulares protetores
- John Joseph Krol, título pro illa vice (1967 - 1996)
- Vacante (1996 - 2006)
- Albert Vanhoye, S.J. (2006 - 2016); título pro illa vice (2016 - 2021)
- Fernando Vérgez Alzaga, L.C. (desde 2022)